# Antiche unità di misura del circondario di Trapani
Sono qui riportate le conversioni tra le antiche unità di misura in uso nel circondario di Trapani e il sistema metrico decimale, così come stabilite ufficialmente nel 1877; non si riportano le unità di misura e di peso stabilite con la riforma del 1809, rese uniformi nell'intero Regno di Sicilia.
Nonostante l'apparente precisione nelle tavole, in molti casi è necessario considerare che i campioni utilizzati erano di fattura approssimativa o discordanti tra loro.

## Misure di lunghezza
Nel 1877 sono indicate in uso solo le unità ufficiali del 1809.

## Misure di superficie
Nel 1877, oltre alle unità ufficiali del 1809, sono indicate in uso alcune misure abusive.
| Comuni                                                  | Denominazione | Valore   | Unità |
| ------------------------------------------------------- | ------------- | -------- | ----- |
| Trapani, Favignana, Monte San Giuliano, Marsala, Paceco | Salma         | 33493,58 | m²    |
| Trapani, Favignana, Monte San Giuliano, Marsala, Paceco | Tomolo        | 2093,35  | m²    |
| Pantelleria                                             | Giornata      | 3768,03  | m²    |

La salma abusiva si divide in 16 tomoli. Il tomolo è di 500 canne quadrate abolite di Palermo.
La giornata è di 900 canne quadrate abolite di Palermo, ossia di 57600 palmi quadrati aboliti di Palermo.

## Misure di volume
Nel 1877 sono indicate in uso solo le unità ufficiali del 1809.

## Misure di capacità per gli aridi
Nel 1877, oltre alle unità ufficiali del 1809, sono indicate in uso alcune misure abusive.
| Comuni                                                  | Denominazione           | Valore   | Unità |
| ------------------------------------------------------- | ----------------------- | -------- | ----- |
| Trapani, Favignana, Monte San Giuliano, Marsala, Paceco | Salma per orzi e legumi | 343,8611 | L     |
| Trapani                                                 | Salma per sale          | 546,9540 | L     |

Negli usi di consuetudine locali la salma si considera divisa in 16 tomoli.
La salma abusiva per orzi e legumi di Trapani è di 20 tomoli rasi.
La salma per sale di Trapani è di tomoli rasi 31 13/16.

## Misure di capacità per i liquidi
Nel 1877, oltre alle unità ufficiali del 1809, sono indicate in uso alcune misure abusive.
| Comuni             | Denominazione    | Valore   | Unità |
| ------------------ | ---------------- | -------- | ----- |
| Trapani            | Botte per mosto  | 540,4350 | L     |
| Trapani            | Botte per vino   | 412,6333 | L     |
| Trapani            | Barile per mosto | 11,7496  | L     |
| Trapani            | Barile per vino  | 34,3861  | L     |
| Favignana          | Botte            | 412,6333 | L     |
| Marsala            | Botte per mosto  | 464,2124 | L     |
| Marsala            | Botte per vino   | 412,6333 | L     |
| Monte San Giuliano | Botte per mosto  | 504,3296 | L     |
| Monte San Giuliano | Botte per vino   | 412,6333 | L     |
| Paceco             | Botte per mosto  | 563,9321 | L     |
| Paceco             | Botte per vino   | 412,6333 | L     |
| Pantelleria        | Botte            | 206,3166 | L     |

La botte per mosto di Trapani si divide in 46 barili, il barile per mosto in quartucci legali 13 2/3.
La botte per vino di Trapani si divide in 12 barili, il barile per vino in 4 quartare, la quartara è di 10 quartucci legali.
La botte di Favignana si divide in 16 barili, il barile è di 30 quartucci legali.
La botte per mosto di Marsala si divide in 18 barili, la botte per vino in 16 barili, il barile è di 30 quartucci legali.
La botte per mosto di Monte San Giuliano si divide in 40 quartare, la quartara per mosto è di quartucci legali 14 2/3.
La botte per vino di Monte San Giuliano si divide in 40 quartare, la quartara da vino in 12 quartucci legali.
La botte per mosto di Paceco si divide in 12 barili, il barile per mosto in 4 quartare, la quartara per mosto è di quartucci legali 13 2/3.
La botte per vino di Paceco si divide come quella di Trapani in 12 barili, il barile per vino in 4 quartare, la quartara per vino è di 10 quartucci legali.
La botte di Pantelleria si divide in 18 barili, il barile è di quartucci legali 13 1/3.
| Comuni                                                               | Denominazione                  | Valore   | Unità |
| -------------------------------------------------------------------- | ------------------------------ | -------- | ----- |
| Trapani, Favignana, Monte San Giuliano, Paceco, Marsala, Pantelleria | Cafiso di rotoli 10 = 7,934 kg | 8,596527 | L     |

## Pesi
Nel 1877, oltre alle unità ufficiali del 1809, sono indicate in uso alcune misure abusive.
| Comuni         | Denominazione            | Valore    | Unità |
| -------------- | ------------------------ | --------- | ----- |
| Tutti i comuni | Rotolo                   | 793,420   | g     |
| Tutti i comuni | Oncia grossa             | 66,118333 | g     |
| Tutti i comuni | Trappeso per gli orefici | 0,881578  | g     |

Nella consuetudine locale il rotolo si divido in 12 once alla grossa.
La libbra si usa egualmente dai farmacisti e dagli orefici.
Gli orefici dividono la libbra in 12 once, l'oncia in 30 trappesi, il trappeso in 16 cocci o denari.

## Territorio
Nel 1874 nel circondario di Trapani erano presenti 6 comuni divisi in 6 mandamenti.
- Favignana • Favignana
- Marsala • Marsala
- Monte San Giuliano • Monte San Giuliano
- Paceco • Paceco
- Pantelleria • Pantelleria
- Trapani • Trapani